# Шмель-кукушка четырёхцветный
Шмель-кукушка четырёхцветный (Bombus quadricolor) — вид перепончатокрылых из семейства настоящих пчёл рода шмелей. 

## Ареал
Палеарктика. Евро-сибирский температный вид. Обитает на большей части территории Европы, за исключением Великобритании, Ирландии и Исландии.

## Описание
Самка. Голова округлой формы. Верхняя губа треугольная. Жвалы слабо удлиненные, слабо изогнутые, при смыкании не заходят одна за другую. Брюшко имеет 6 тергитов. Брюшко подогнуто на вершине. При рассматривании конца брюшка сверху виден последний стернит. 3-й тергит брюшка покрыт коричневато-оранжевыми волосками. Задние голени имеют шпоры, снаружи равномерно опушенные, без «корзиночки». Жало имеется.
Самец. Голова короткая, почти квадратной формы, покрыта жесткими редкими волосками. Усики 12-члениковые. Брюшко имеет 7 тергитов. 4-й тергит покрыт белыми или желтыми волосками, 5-й и 6-й тергиты покрыты в оранжевых волосках. Задние голени узкие, покрыты короткими волосками. Брюшко подогнуто на вершине. Жало отсутствует, есть клешневидные гениталии.

## Биология
Лесо-луговой вид. Клептопаразит — собственных гнёзд не строит, яйца и личинки развиваются в гнёздах других видов шмелей: у Bombus jonellus, Bombus lucorum, Bombus soroeensis, Bombus veteranus, Bombus pratorum, Bombus subterraneus latreillellus.